# Dreamin' Man Live '92
Dreamin' Man Live '92 je koncertní album kanadského hudebníka Neila Younga, vydané v prosinci 2009. Obsahuje deset koncertních verzí písní z jeho alba Harvest Moon z roku 1992 nahraných během turné na podporu tohoto alba. Producentem alba byl spolu s Youngem John Hanlon.

## Seznam skladeb
Autorem všech skladeb je Neil Young.
| Pořadí | Název                | Nahráno                         | Délka |
| ------ | -------------------- | ------------------------------- | ----- |
| 1.     | Dreamin' Man         | Portland, 24. ledna 1992        | 5:03  |
| 2.     | Such a Woman         | Detroit, 20. května 1992        | 4:59  |
| 3.     | One of These Days    | Los Angeles, 21. září 1992      | 4:59  |
| 4.     | Harvest Moon         | Los Angeles, 21. září 1992      | 5:26  |
| 5.     | You and Me           | Los Angeles, 21. září 1992      | 4:01  |
| 6.     | From Hank to Hendrix | Los Angeles, 22. září 1992      | 4:47  |
| 7.     | Unknown Legend       | Los Angeles, 22. září 1992      | 5:31  |
| 8.     | Old King             | Los Angeles, 22. září 1992      | 3:10  |
| 9.     | Natural Beauty       | Chicago, 19. listopadu 1992     | 11:26 |
| 10.    | War of Man           | Minneapolis, 22. listopadu 1992 | 6:27  |

## Obsazení
- Neil Young – zpěv, kytara, harmonika, klavír, banjo